# Dart 18
Le Dart 18 est une classe de catamaran de sport, classé série internationale par l'ISAF. Ces voiliers de 18 pieds (5,50 m) sont conçus pour être manœuvrés par deux équipiers et peuvent atteindre 20 nœuds.

## Historique
Le Dart 18 est un monotype conçu en 1975 par Rodney March, qui était également responsable du design des Tornado, une classe de catamarans olympiques. Le tout premier Dart 18, construit à Falmouth en Cornouailles, est maintenant la propriété du National Maritime Museum de Cornouailles. 
Jusqu'à présent, le Dart a bénéficié de nombreuses améliorations, sans dénaturer le design original qui doit répondre à de strictes règles de classe. Plus du 8 200 bateaux ont été construits (jusqu'à 2012), qui naviguent dans seize pays de quatre continents.
La licence exclusive de construction des Dart 18 est détenue par Windsport International à partir de 2012. Depuis 2005, les catamarans ont été construits par Collins Fibreglass Plastics en Afrique du Sud et en Europe.